# Daimler Majestic
Der Majestic ist eine Oberklasselimousine des ehemaligen britischen Automobilherstellers Daimler, die von 1958 bis 1962 produziert wurde. Der sechszylindrige Majestic und der von ihm abgeleitete, mit einem Achtzylindermotor ausgestattete Majestic Major waren die letzten Fahrzeuge, die Daimler entwickelte, bevor das Unternehmen vom Konkurrenten Jaguar übernommen wurde. Der Majestic galt bei seiner Vorstellung als technisch auf der Höhe der Zeit befindlich, stilistisch aber veraltet.

## Hintergrund
Die 1896 gegründete Daimler Motor Company war in der ersten Hälfte des 20. Jahrhunderts einer der exklusivsten britischen Automobilhersteller. Das seit 1910 zur Birmingham Small Arms Company (BSA) gehörende Unternehmen lieferte regelmäßig Fahrzeuge für das britische Königshaus. Die Stellung des Unternehmens änderte sich nach dem Ende des Zweiten Weltkriegs. Insbesondere durch das extrovertierte Verhalten von Norah Docker, der Frau des BSA-Direktors Bernard Docker, verlor die Marke an Reputation, und die Marktanteile gingen im Vergleich zu Bentley und Rolls-Royce im Laufe der 1950er-Jahre immer weiter zurück. Daimler versuchte zunächst, mit den Modellen Consort und Conquest preisgünstigere Marktsegmente zu bedienen, blieb dabei aber erfolglos. Der 1958 vorgestellte Majestic sollte Daimlers Position in der Oberklasse stärken. In der Achtzylinderversion blieb das Modell auch nach der Übernahme der Marke durch Jaguar im Programm, wo es bis 1968 den Daimler 250 V8 ergänzte.

## Modellgeschichte
Der Daimler Majestic ersetzte den bis 1958 produzierten One-0-Four, dem er stilistisch und in technischer Hinsicht ähnelte.

### Fahrwerk
Das Auto nutzte einen Kastenrahmen aus Stahl, der für das 1937 erschienene Modell New Fifteen entwickelt worden war. Daimler überarbeitete die Konstruktion des Rahmens für den Majestic nur geringfügig. Die vorderen Räder sind einzeln aufgehängt, hinten ist eine Starrachse mit Blattfedern eingebaut. Der Majestic hatte als erstes britisches Serienfahrzeug servounterstützte Scheibenbremsen an allen vier Rädern.

### Motor und Kraftübertragung
Als Antrieb diente ein Sechszylinderreihenmotor. Er entsprach in seiner Grundkonstruktion dem Motor des Vorgängermodells; durch eine Vergrößerung der Bohrung wurde allerdings der Hubraum von 3,4 Litern auf nunmehr 3,8 Liter erhöht. Der Zylinderkopf besteht aus Aluminium. Die Ventile werden von einer obenliegenden Nockenwelle gesteuert. Die Motorleistung beträgt 149 PS, das maximale Drehmoment 283 Nm. Die Kraftübertragung erfolgt serienmäßig über eine Dreigangautomatik von BorgWarner. Der Majestic war der erste Daimler der Nachkriegszeit, bei dem Daimlers Vorwählgetriebe nicht mehr – auch nicht als Option – erhältlich war.

### Karosserie

#### Werksaufbau

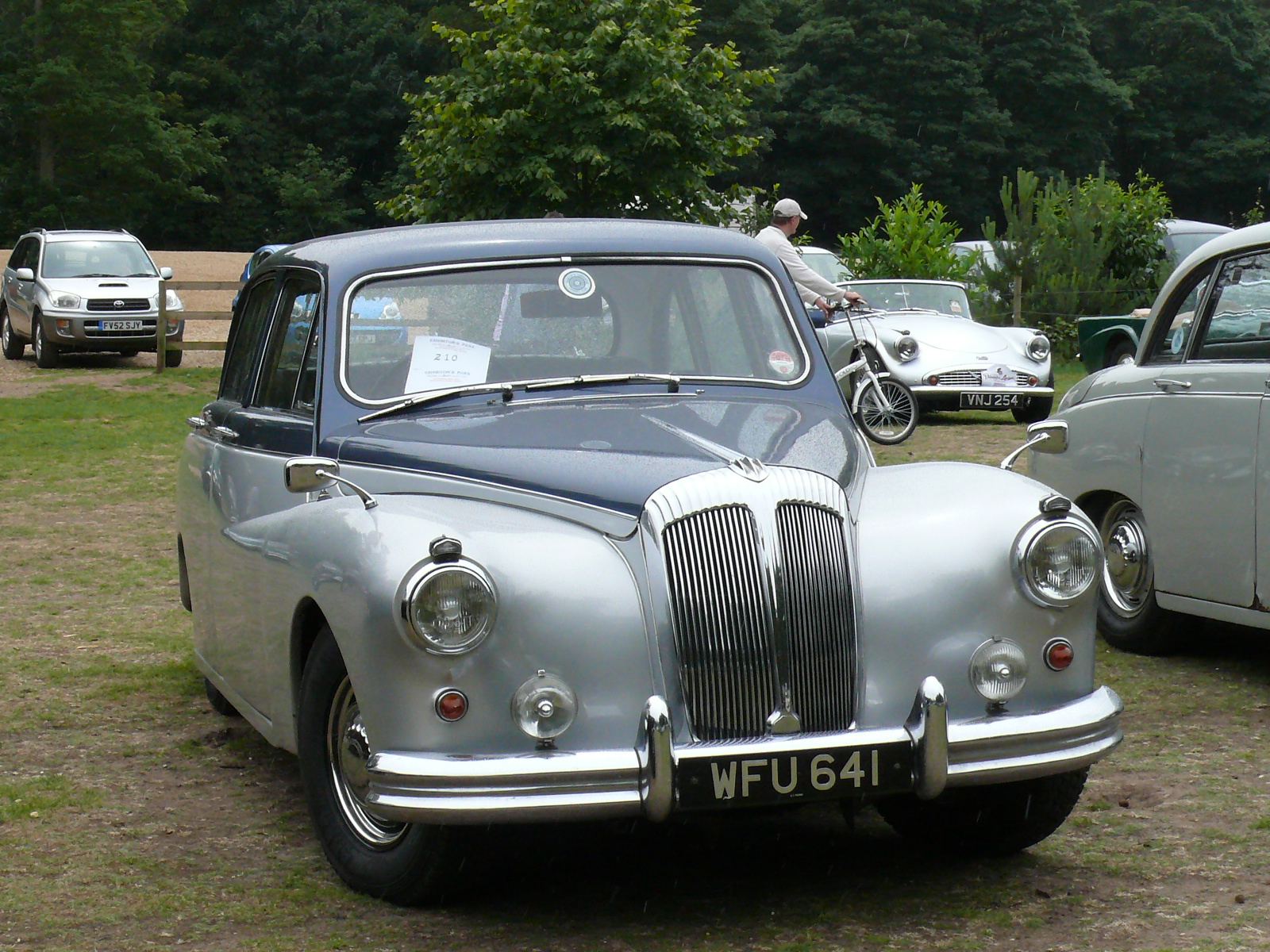
Werkskarosserie von Carbodies

Daimler bot werksseitig eine viertürige Limousine mit Stahlkarosserie an. Die Karosserie des Majestic folgte insbesondere im Bereich des Vorderwagens stilistisch der des Vorgängermodells, der Aufbau war allerdings geringfügig breiter, und die Linien wurden als „geglättet“ wahrgenommen. Der hintere Bereich ist eigenständig. Die vorderen Kotflügel gingen fließend in die Vordertüren über. Zeitgenössische Beobachter sahen eine Ähnlichkeit der Daimler-Karosserie mit der des Mercedes-Benz 300 „Adenauer“.
Die Aufbauten des Daimler Major wurden von dem Karosseriehersteller Carbodies in Coventry gefertigt, der seit 1954 ebenso wie Daimler zum BSA-Konzern gehörte. Aus finanziellen Gründen stellte Carbodies die Karosseriebleche mit den Pressen her, die bereits für den Vorgänger One-0-Four verwendet worden waren. In den abweichend gestalteten Teilen waren die Pressen durch den Einsatz sogenannter Kirksite-Legierungen angepasst worden. Die Pressqualität war schlecht; die Bleche mussten regelmäßig in Handarbeit nachbereitet werden.

#### Individuelle Karosserien
Neben der Werkskarosserie entstanden einige weitere, individuell gestaltete Aufbauten, die in erster Linie der britische Karosseriehersteller Hooper fertigte.

## Fahrleistungen
Die Zeitschrift Motor ermittelte im Juni 1958 eine Höchstgeschwindigkeit von 161 km/h. Der Wagen beschleunigte von 0 auf 60 Meilen pro Stunde (97 km/h) in 14,2 Sekunden. Der Rennfahrer Stirling Moss bescheinigte dem Majestic ein ausgezeichnetes Fahrverhalten auch bei hohen Geschwindigkeiten; selbst in schnell gefahrenen Kurven gebe es kein Schlingern.

## Marktpositionierung und Produktion
Der Daimler Majestic konkurrierte auf dem britischen Markt in erster Linie mit dem Jaguar Mark IX. Er war 500 £ teurer als der Jaguar (2.495 £ gegenüber 1.995 £), der einen annähernd gleich großen, aber mit 220 PS deutlich stärkeren Motor hatte. In vier Jahren entstanden 1.490 Exemplare des Majestic, während Jaguar im gleichen Zeitraum über 10.000 Fahrzeuge vom Typ Mark IX herstellte.